# نيك ولس
نيك ولس (بالإنجليزية: Nick Wells)‏ هو لاعب كرة قدم أمريكي في مركز الدفاع، ولد في 22 مايو 1996 في أتلانتا في الولايات المتحدة. لعب مع نادي تورمينتا.